# Wybrand Gerlacus Scheltinga
Wybrand (Wijbe) Gerlacus (Jeleasar) Scheltinga (russisch Вейбрант Шельтинг; * 1677 in Ternaard; † 7. Junijul. / 18. Juni 1718greg. auf dem Schiff Malburg auf der Kronstädter Reede) war ein niederländisch-russischer Schout-bij-nacht (Konteradmiral).

## Leben
Scheltingas Eltern waren Gerlacus Wybouds Scheltinga (1637?–1706) und Saeckien geborene Fogelsangh (1644–1681).
1704 gehörte Scheltinga, Kapitän der niederländischen Flotte, zu den 20 niederländischen Marineoffizieren, die der russische Vizeadmiral Cornelius Cruys in den russischen Dienst nahm. Scheltinga war nun Kapitän der Kaiserlich Russischen Marine im Großen Nordischen Krieg und kommandierte 1706 ein Schiff bei der Verteidigung der Insel Kotlin, vor der das Fort Kronschlot gebaut wurde, gegen die schwedische Flotte. Darauf führte er Abteilungen der Galeerenflotte.
1707 wurde Scheltinga Kommandeur der Fregatte Narwa mit 28 Kanonen in Cruys' Geschwader auf dem Finnischen Meerbusen. 1710 eskortierte er die Versorgungsschiffe für die russische Belagerung Wyborgs.
Im Herbst 1710 wurde Scheltinga nach Woronesch geschickt. Dort hatte Peter I. die befestigte Stadt Tawrowo mit einer Werft am Fluss Woronesch gegründet, in der sich Scheltinga 1711 aufhielt. Darauf wurde er Kommandeur des Linienschiffs Skorpion auf dem Asowschen Meer. Nach dem Friedensschluss mit dem Osmanischen Reich im Juli 1711 kehrte Scheltinga zur Baltischen Flotte zurück.
Im Frühjahr 1712 führte Scheltinga eine Frachtschiffflotte zur Versorgung des eroberten Wyborgs, worauf er zum Kapitän-Kommodore befördert wurde. Dann führte eine Brigantinen-Gruppe des Geschwaders Iwan Fedossejewitsch Bozis’ zu den Schären und beteiligte sich an der Aufbringung eines schwedischen Kraiers, einer Schnau und eines weiteren schwedischen Schiffs. 1713 lief er bei der Verfolgung eines schwedischen Kreuzers mit dem Linienschiff Wyborg auf eine Sandbank auf, worauf er die Kanonen und Takelage sicherstellte und das Schiff verbrannte. Wegen der misslungenen Verfolgung wurde er im Januar 1714 von Peter I. kurzzeitig zum Junior-Kapitän degradiert. 1715 kommandierte Scheltinga das Linienschiff Swjataja Jekaterine mit 60 Kanonen bei der Ausfahrt der Flotte unter Führung Peters I. Anschließend wurde Scheltinga nach Amsterdam geschickt, um die Übernahme und Abfahrt der gekauften ausländischen Schiffe zu überwachen und Ober- und Unteroffiziere und Handwerker anzuwerben.
1716 in der Endphase des Großen Nordischen Kriegs führte Scheltinga das Revaler Geschwader nach Kopenhagen, wo sich eine russische Flotte versammelte. Dort übernahm er das Kommando über die ganze Flotte und führte sie nach Bornholm zur Vereinigung mit der vereinten britisch-dänisch-niederländischen Flotte. Im Herbst 1716 erkrankte Scheltinga schwer, während die Flotte in ihre Heimathäfen zurückkehrte.
1717 kommandierte Scheltinga das Kotlin-Geschwader, mit dem er zur Überwachung des Finnischen Meerbusens bis zum Kap Dagerort segelte. Im Juni 1717 wurde Scheltinga Kommandeur der Arrieregarde der von Fjodor Matwejewitsch Apraxin zur Insel Gogland geführten Flotte. Ende Oktober wurde Scheltinga zum  Schout-bij-nacht befördert. Im Mai 1718 führte er die in Reval überwinterten Linienschiffe nach Kronstadt, worauf er wieder schwer erkrankte. Er starb an Bord seines Schiffes Malburg. An seiner Beerdigung nahmen Peter der I., die Flaggoffiziere und die Minister teil.
Scheltinga war verheiratet mit Dorothea geborene Frobus († 1751) und hatte zwei Söhne: Pjotr Jeleasarowitsch Scheltinga (1707–1771) und Alexius Jeleasarowitsch Scheltinga (1717–1780), der Konteradmiral wurde. Der russische Generalleutnant Reinhold (Roman Petrowitsch) Scheltinga (1762–1834) war ein Enkel, Generalmajor Woldemar Wybrand Scheltinga (1821–1884) war ein Urenkel und Konteradmiral Wladimir Wladimirowitsch Scheltinga (1864–1921) war ein Ururenkel Scheltingas. Weitere Nachkommen Scheltingas sind der Konteradmiral Juri Scheltinga (1891–1962) und der Soziologe Alexander von Schelting (1894–1963).
Die Urenkelin von Wybrand Scheltinga, Leonida Gessen (verheiratet mit Golovachev), ist die Urgroßmutter von Prinzessin Leonida Georgievna Bagration-Mukhranskaya und die Ururgroßmutter von „Ihrer kaiserlichen Hoheit des russischen Reiches Marija Wladimirowna Romanowa“.